# Frei Jaboatão
Frei Antônio de Santa Maria Jaboatão, nascido Antônio Coelho Meireles (Santo Amaro do Jaboatão, 1695 — Bahia, 7 de julho de 1779) foi um frade franciscano, historiador, genealogista, orador, poeta e cronista brasileiro.

## Biografia
Nasceu na Capitania de Pernambuco, na então chamada freguesia de Santo Amaro de Jaboatão, hoje município do Grande Recife. Era filho do sargento-mor Domingos Coelho de Meireles e de Francisca Varela. Teve aulas de Latim e Humanidades com seu tio paterno, o Padre Agostinho Coelho Meireles, que foi o vigário da freguesia entre 1710 e 1715.
Em 12 de dezembro de 1717, aos 22 anos, entrou para a Ordem dos Franciscanos, no Convento de Santo Antônio do Paraguaçu, concluindo seus estudos em 1725. Nessa fase foi membro da Academia dos Esquecidos, entidade fundada na Bahia em 1724 e extinta menos de um ano depois. Exerceu vários cargos na Ordem ao longo de sua vida. Foi Mestre de Noviços no  Convento de Santo Antônio de Igarassu; mais tarde lecionou como lente de vésperas (1736)(leitor na liturgia do período da tarde) e lente (professor) de filosofia (1737), na Bahia. Foi Guardião (superior religioso do convento) por duas vezes na Paraíba: a primeira, de 1741 a 1742, e a segunda, de 1751 a 1753. Foi Definidor (Conselheiro) em 1755 e neste mesmo ano nomeado para Cronista da Província. Até 1759 pertenceu à Academia Brasílica dos Renascidos, também da Bahia, ano em que foi extinta. Faleceu na Bahia em 7 de julho de 1779.

## Obras
Frei Jaboatão é considerado um dos três maiores genealogistas do século XVII, juntamente com  Pedro Taques de Almeida Pais Leme, que pesquisou as famílias paulistas, e Borges da Fonseca, que escreveu sobre as de Pernambuco. Sua obra genealógica principal foi o Catálogo Genealógico das Principais Famílias que Procedem de Albuquerques e Cavalcantis em Pernambuco e Carumurus na Bahia (tiradas de memória, manuscritos antigos e fidedignos, autorizados por alguns escritores, em especial o teatro genealógico de D. Livisco de Nazão Zarco e Colona, aliás Manuel de Carvalho Ataíde, e acrescentado o mais moderno, e confirmado tudo, assim moderno como antigo com assentos de batizados, casamentos e enterros que se guardam na Câmara Eclesiástica da Bahia), datado de 1768 e impresso, pela primeira vez, pelo Instituto Histórico e Geográfico Brasileiro em 1889, e mais tarde (1985) em edição anotada por Pedro Calmon.
Sobre a História do Brasil, escreveu Crônica da Província de Santo Antônio do Brasil, que, apesar de algumas incorreções, serviu de subsídio para várias obras posteriores, por exemplo, de Frei Gaspar da Madre de Deus.
Também escreveu: 
- Discurso histórico, geográfico, genealógico, politico e encomiástico, recitado em a nova celebridade, que dedicaram os pardos de Pernambuco ao santo da sua cor o B. Gonçalo Garcia, Lisboa, 1751;
- Sermão de Santo Antonio, em o dia do Corpo de Deus, Lisboa, 1751;
- Sermão de S. Pedro Martyr, pregado na matriz do Corpo Santo do Recife, Lisboa, 1751;
- Josephina Regio - equívoco-panegírica;
- Jaboatão Místico, Lisboa, 1758;
- Orbe Serafico Novo Brazilico descoberto, Lisboa, 1761;
- Novo Orbe serafico brazilico, Lisboa, 1761, e reimpresso por ordem do Instituto Histórico e Geográfico Brasileiro, Rio de Janeiro, 1858, 2 volumes;